# Varennes (Tarn y Garona)
 Varennes  es una población y comuna francesa en la región de Mediodía-Pirineos, departamento de Tarn y Garona, en el distrito de Montauban y cantón de Villebrumier.

## Monumentos

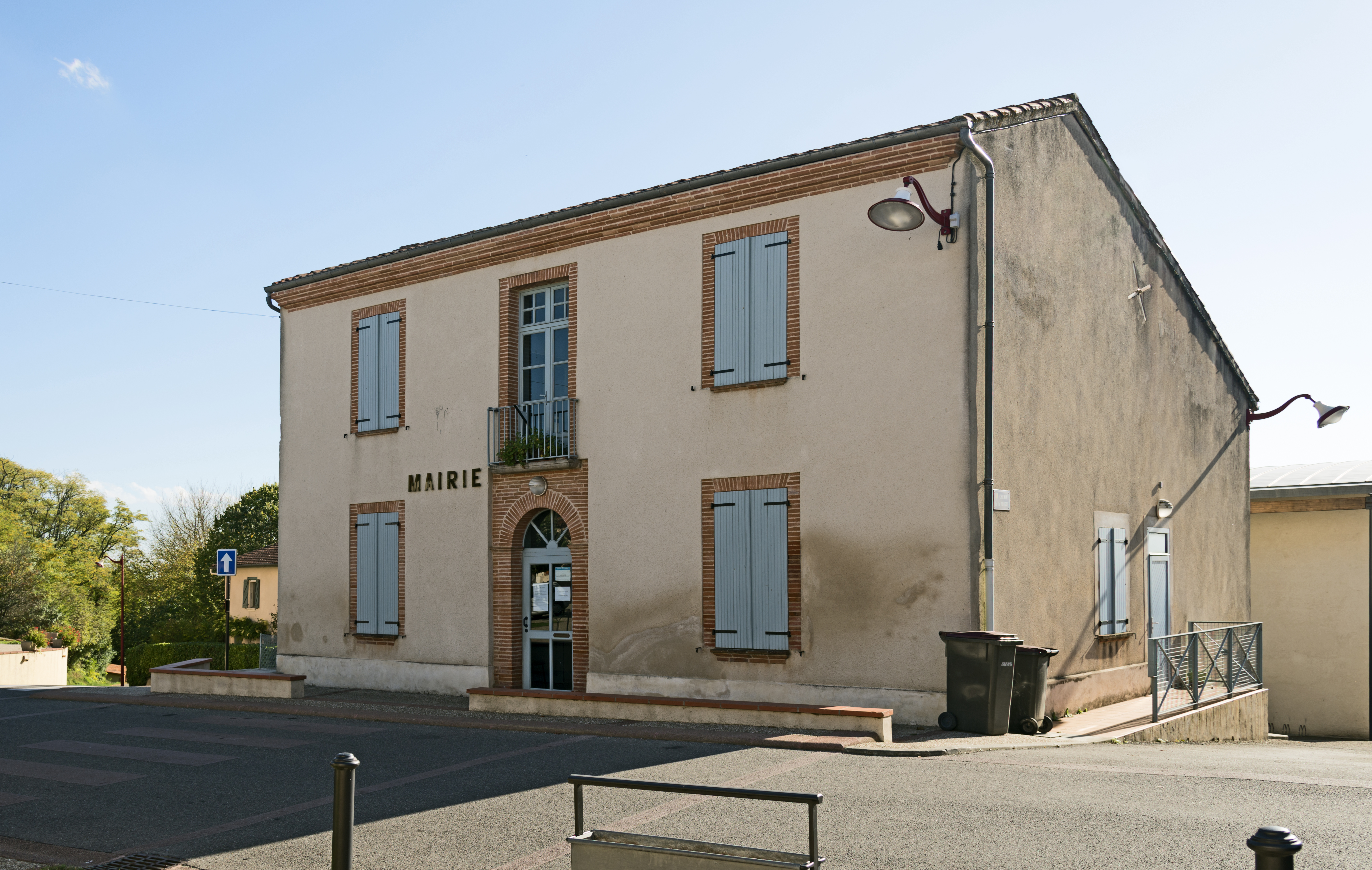
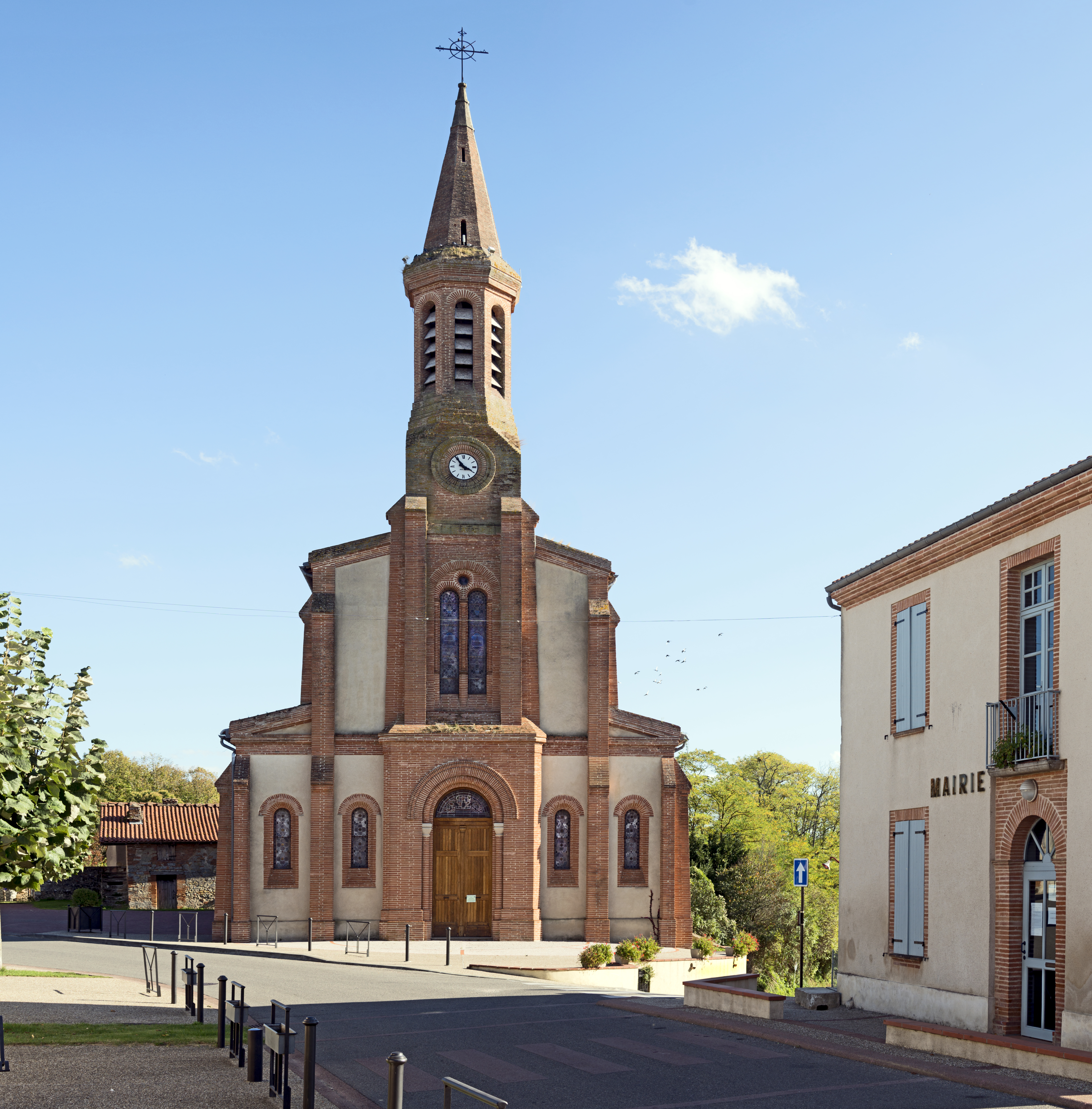

## Demografía
| 343 | 337 | 368 | 397 | 409 | 384 |
| Para los censos de 1962 a 1999 la población legal corresponde a la población sin duplicidades (Fuente: INSEE [Consultar]) |     |     |     |     |     |